# Encyklopedia Tarnowa
Encyklopedia Tarnowa – polska encyklopedia, zawierająca hasła z zakresu historii i współczesności Tarnowa.
Publikacja wydana w 2010 roku z okazji 680-lecia nadania praw miejskich dla Tarnowa, przez Tarnowskie Towarzystwo Kulturalne, przy wsparciu finansowym Gminy Miasta Tarnowa. W 2010 roku Gmina Miasta Tarnowa przekazała 380 tysięcy złotych na prace wydawnicze. Na niemal 550 stronach encyklopedii, znalazło się 2006 haseł i około 700 fotografii dotyczących Tarnowa oraz wydarzeń i osób związanych z miastem. Nad encyklopedią pracowało w latach 2008–2010 około 200 redaktorów, wśród nich również profesorowie, z Polski i z zagranicy.

## Redakcja Encyklopedii Tarnowa
- Andrzej Niedojadło – redaktor naczelny
- Adam Bartosz
- Edmund Juśko
- Maria Sąsiadowicz
- Andrzej Szpunar
- Andrzej Zając
- Marek Popiel – redaktor techniczny[5]

## Kontrowersje wokół Encyklopedii
Po wydaniu Encyklopedii Tarnowa, przetoczyła się przez tarnowskie media dyskusja na temat zawartości encyklopedii. Szczególne kontrowersje wzbudził biogram Stanisława Opałki – w encyklopedii zabrakło informacji, że pełnił on wysokie funkcje w PZPR, w tym był członkiem Biura Politycznego Komitetu Centralnego PZPR, tym samym zarzucono Encyklopedii zakłamywanie jego roli i znaczenia w aparacie władzy komunistycznej. Zdaniem niektórych komentatorów, Encyklopedia zawierała zbyt rozbudowane biogramy niektórych osób, nie zawierała wielu ważnych dla historii (nie tylko miasta) postaci. W encyklopedii nie znalazł się m.in. tarnowianin Marian Wodziński, który był członkiem komisji Czerwonego Krzyża w 1943 roku ds. zbadania zbrodni katyńskiej.
W związku z kontrowersjami dotyczącymi zawartości i braków w Encyklopedii, redakcja rozważała przygotowanie drugiego, poprawionego wydania.